# 楊希旦
楊希旦（17世紀—1644年），四川保寧府閬中縣人，明朝政治人物。

## 生平
楊希旦是天啟五年（1625年）的進士，獲授嘉興推官，曾署任海鹽知縣，崇禎四年（1631年）考選獲授廣西道監察御史，其後仕至南京都察院僉都御史，提督操江致仕。
崇禎末年張獻忠攻打四川，他和給事中吳宇英起兵抵抗，事敗遇害。

## 引用
1. 1 2  錢海岳《南明史·卷三十六·列傳第十二》：搢紳死難者，吳宇英、楊師【希】旦、蔡如蕙、莊祖詔、莊祖誥、王秉乾、王履亨、乾曰貞、張于廉、趙鴻偉、丘大坊、張鳳翽、何繼皋。……師【希】旦，閬中人。天啟五年進士。僉都御史提督操江致仕，同（吳）宇英謀起兵。
2. ↑  《海鹽縣續圖經·卷四之二·隄海篇 國朝》：前明天啟六年署縣事推官楊希旦修築……
3. ↑  史語所藏鈔本《崇禎長編·卷五十二》：（崇禎四年十一月庚午）考選科道各官，以朱邦祈為南京戶科給事中，陳昌文為南京刑科給事中，賈多男為江西道御史，祁彪佳黃金貴為福建道御史，劉興秀、胡接輝、張振纓為廣東道御史，劉光斗、郭必昌、楊希旦、趙繼鼎為廣西道御史，傅文龍、吳道昌為河南道御史，禹好善為山東道御史，李右讜為山西道御史，李謨為雲南道御史。
4. ↑  咸豐《閬中縣志·卷五》：楊希旦，天啟中進士，仕至南京操江御史。崇禎末，與廣元給事中吳宇英謀拒張獻忠，事敗遇害。